# Carlo Bisi
Carlo Bisi (Brescello, 16 dicembre 1890 – Reggio Emilia, 27 febbraio 1982) è stato un illustratore, pittore e disegnatore italiano, famoso soprattutto per aver creato sulla rivista Corriere dei Piccoli il personaggio del Sor Pampurio.

## Biografia
Illustratore - ma anche prolifico disegnatore, grafico, fumettista, pittore, autore, inventore di svariati personaggi, temi, motivi, la cui arte è stata utilizzata nell'editoria, nella didattica, nella pubblicità - fu artista poliedrico ed eclettico; dopo il diploma all'Accademia delle Belle Arti di Parma, aderì al Futurismo - collaborando non a caso successivamente con Umberto Notari - e giovanissimo, nel 1911, disegna le vignette satiriche per le riviste di Parma La Doccia e La Puntura, dove le caricature dei personaggi, disposte in modo asimmetrico, sono volontariamente riconoscibili. Nel 1918 lavora sulle riviste nazionali Numero e Il giornale del Soldato. Queste riviste sono diametralmente opposte rivolgendosi, la prima, ad un pubblico abbastanza colto, mentre la seconda ha uno stile realista, adatto per essere immediatamente compreso e per trasmettere i valori che vengono consigliati al popolo in nome della patria - lavorare intensamente e sacrificare gli affetti - esperienze lavorative che serviranno a Carlo Bisi per rafforzare il suo eclettismo.
Nel 1922 Bisi va a Milano, tappa per lui molto importante, dove svolge anche attività di pittore e incisore. Da quel momento avviò una carriera costellata di premi e riconoscimenti, tra gli altri i successi alle Quadriennali romane, i Premi Marzotto. Vince il Premio Ricci per il paesaggio e il premio Biennale di Venezia nel 1934 per la sezione manifesti. Nel 1937 espone alcune opere alla Mostra Universale di Parigi.
Conseguì un certo successo sin dalle prime fasi giornalistiche sul Corriere dei Piccoli e Guerrin Meschino, poi nella produzione vignettistica e satirica - lavorò negli stessi ambienti formativi di Giovannino Guareschi e Cesare Zavattini - fino all'illustrazione per i libri per l'infanzia. Lavorò per Utet illustrando le serie 1 e 2 della celeberrima collana de La scala d'oro; Paravia, Notari, Garzanti, Sonzogno (rivista Varietas) ed altre importanti case editrici. Famose sono le sue illustrazioni di David Copperfield e Pinocchio. Il suo nome, le sue matite e i suoi pennelli hanno attraversato il mondo, Milano, Roma, Torino, Napoli, Parigi, Londra, Praga, gli Stati Uniti. Le sue opere sono esposte nelle principali gallerie d'arte moderna, tra cui Milano e Firenze.

## IlCorriere dei Piccolie ilSor Pampurio
Celebri restano soprattutto le serie a cui Carlo Bisi lavorò per il Corriere dei Piccoli sin dal 24 del 1918 con la serie La vendetta degli animali. Per il famoso periodico per ragazzi creò il celebre personaggio del Sor Pampurio che uscì per la prima volta dalla sua matita sul numero 17 del 1929 e che lui continuò ininterrottamente a disegnare sino al numero 45 del 1944. Nel dopoguerra lavorò ancora per Corriere dei Piccoli riprendendo ciclicamente a disegnere il Sor Pampurio sino al numero 4 del 1978. Per il Corriere creò, fra gli altri, anche il Dottor Piramidone (1927), lo Zio Domingo Aggiustatutto (1943) e la Famiglia Doggidì (1953).

## Il ricordo di Brescello
Molti suoi schizzi, lavori e quadri sono conservati da famiglie e privati cittadini: si tratta di un patrimonio sterminato di realizzazioni originali, spesso innovative, sperimentali. La sua città natale, Brescello, lo ha ricordato quando era ancora in vita con una mostra presso la Sala Prampolini, nel 1971, per poi dedicargli un'ulteriore mostra - allestita presso la Biblioteca Antonio Panizzi - inaugurata il 13 dicembre 2009 e conclusa il 18 aprile 2010. Bisi è deceduto presso l'Ospizio comunale di Reggio Emilia nel 1982.